# Distrito de Huswain

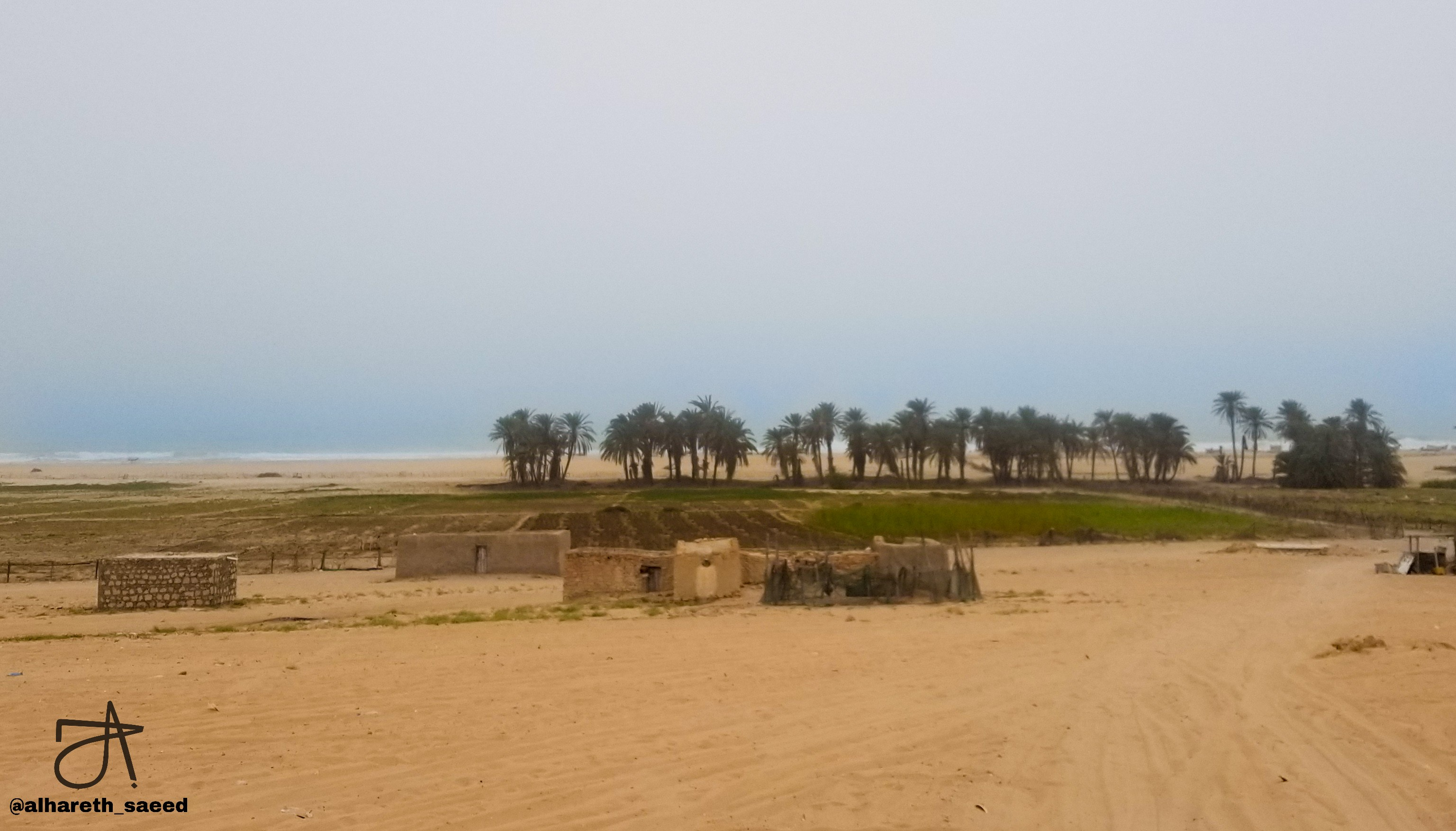
Judwh - un pueblo en el distrito de Huswain

El Distrito de Huswain (en árabe: مديرية حصوين‎) es un distrito de la Gobernación de Al Mahrah, Yemen. A partir de 2003, el distrito tenía una población de 11 130 habitantes.
El clima es caluroso. La temperatura promedio es de 28 °C. El mes más cálido es mayo, con 32 °C, y el más frío enero, con 24 °C. La precipitación media es de 59 milímetros por año. El mes más lluvioso es julio, con 12 milímetros de lluvia, y marzo el menos lluvioso, con 1 milímetro.